# Расо, Хейли
Хе́йли Э́мма Ра́со (англ. Hayley Emma Raso; род. 5 сентября 1994, Брисбен) — австралийская футболистка, атакующий полузащитник английского клуба «Тоттенхэм Хотспур» и национальной сборной Австралии.

## Клубная карьера

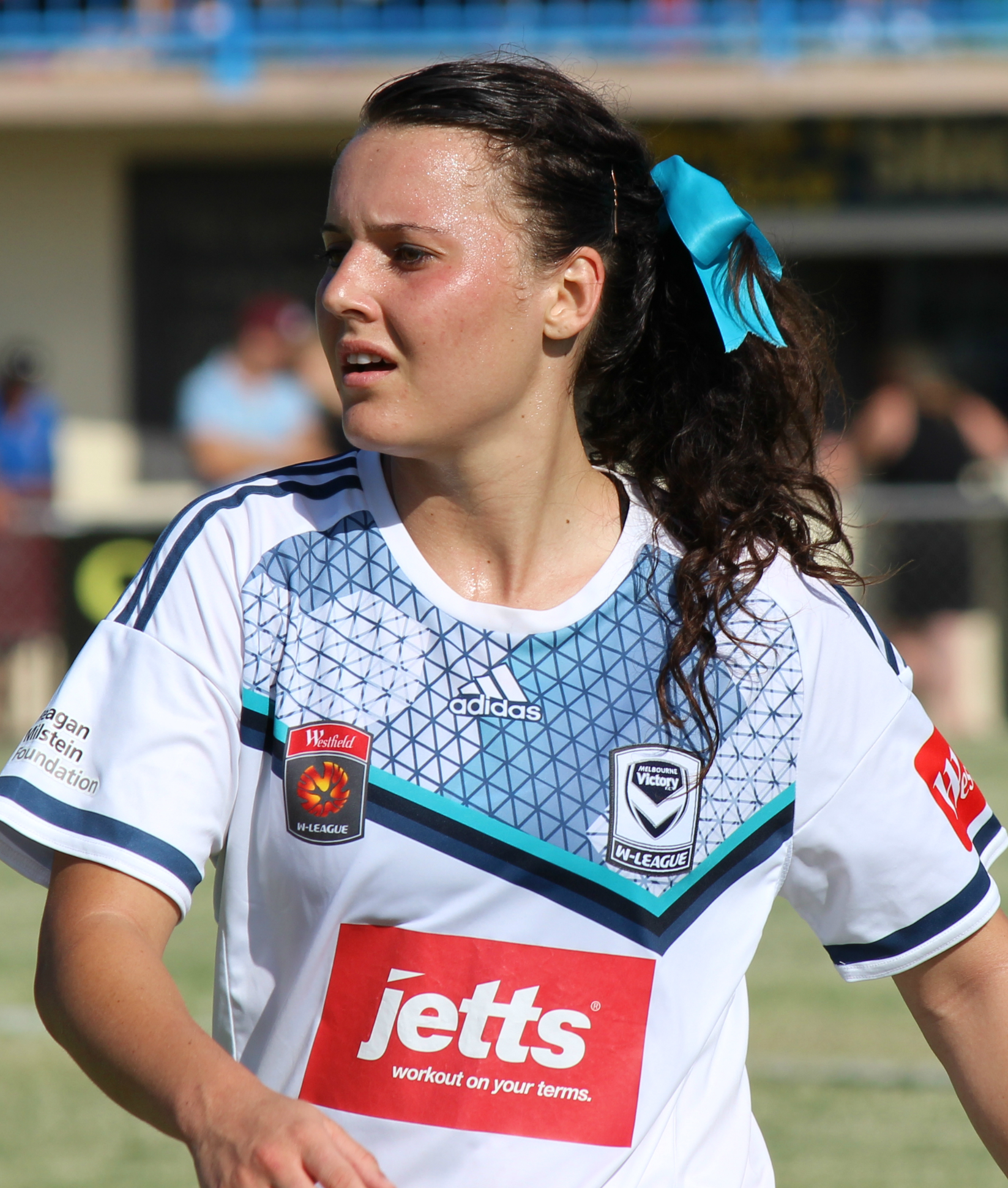
Хейли Расо в 2016 году

На старте карьеры Хейли Расо была приглашена тренироваться в Академию спорта Квинсленда, но не смогла получить стипендию. После этого отправилась на просмотр в клуб «Канберра Юнайтед», с которым затем подписала контракт. В сезоне 2011/12 приняла участие в семи матчах «Канберры», в составе которой стала чемпионкой Австралии. В сезоне 2012/13 сыграла в десяти играх чемпионата страны и забила четыре гола, после чего перешла в футбольный клуб «Брисбен Роар», вернувшись в свой родной город.
9 ноября 2013 года дебютировала за свой новый клуб в матче против «Канберры», который «Брисбен» проиграл со счётом 0:3. 1 декабря 2013 года забила свой первый гол за «Брисбен Роар». Всего в сезонах 2013/14 и 2014/15 вышла на поле 24 раза и забила семь голов.
В июне 2015 года перешла в американский клуб «Вашингтон Спирит», выступающий в Национальной женской футбольной лиге, однако уже в октябре после девяти сыгранных матчей за новый клуб вернулась в Австралию, перейдя на правах аренды в «Мельбурн Виктори». В апреле 2016 года клуб из Вашингтона принял решение расстаться с футболисткой, после чего она подписала контракт с другой американской командой — «Портленд Торнс». За «Портленд» выступала на протяжении четырёх сезонов. Сыграла за клуб в 72 матчах, забила 13 голов. Также во время действия контракт трижды отправлялась в аренды в свои бывшие команды: один раз в «Канберру» и дважды в «Брисбен». В сезоне 2016 в составе «Портленда» стала победительницей регулярного сезона Национальной женской футбольной лиги, а ещё через год — чемпионкой лиги. 25 августа 2018 года во время матча получила серьёзную травму, сломав три позвонка. Сообщалось, что футболистка может не возобновить карьеру, однако после обширной реабилитации ей удалось вернуться на поле.
В январе 2020 года подписала контракт с английским футбольным клубом «Эвертон», однако из-за пандемии COVID-19 первый матч за новую команду смогла провести лишь в сентябре.

## Международная карьера
В июне 2012 год была впервые вызвана в сборную Австралии. 24 июня 2012 года провела свой первый матч за национальную команду (против сборной Новой Зеландии). Дважды — в 2014 и 2018 годах — становилась финалистом Кубка Азии. Участница чемпионатов мира 2015 и 2019, а также Олимпийских игр 2020

## Достижения

### Командные
«Канберра Юнайтед»
- Чемпион Австралии: 2011/12
- Победитель регулярного сезона чемпионата Австралии (2): 2011/12, 2016/17

«Брисбен Роар»
- Победитель регулярного сезона чемпионата Австралии: 2017/18

«Портленд Торнс»
- Чемпион Национальной женской футбольной лиги: 2017
- Победитель регулярного сезона Национальной женской футбольной лиги: 2016

«Эвертон»
- Финалист Кубка Англии: 2019/20

Сборная Австралии
- Финалист Кубка Азии (2): 2014, 2018